# ستيفي نيكس
ولدت سيفانى لين ( ستيفى ) نيكس في 26 مايو 1948 ، في بونيكس ، وهي مطربة وكاتبة أغانى أمريكية. وبالأضافة إلى ذلك فهي عضو في مجموعة فليتوود ماك. ويوجد لها ما يقرب من 50 أغنية بوب ، وقد حصلت ألبوماتها على ما يقرب من 120 مليون نسخة. وكانت تعرف ستيفى عامة وفي الأوساط الفنية بنظرتها الروحية ، وكلمات أغنياتها. وفي بداية الثمانيات فقد أصدرت أول ألبوم منفرد لها ، وذلك عقب التأثير الكبير لألبوم رولينج ستون.
وبعد أن انضمت إلى للفرقة الموسيقية فليتوود مالك، قامت بمشاركة المجموعة بغناء أغنية (الحب المتجمد) ، وقد قامت مرة أخرى بكتابة كلمات الأغنية من أجل صديقها الشاب ليندسى باكنغهام.
وقد قامت خلال إصدار أول ألبوم لفليتوود ماك بالتعاون مع نيكس ، باكنغهام ، وبعد ذلك تم صدور الألبوم. وقد كان الألبوم يتكون من 40 أغنية ، وقد حصل هذا الألبوم على المركز الأول وتصدر المبيعات لمدة 30 أسبوعا ، وذلك من خلال حصد ترتيب الألبومات بالولايات المتحدة الأمريكية.
وصدر ألبوم شائعات في عام 1977 ، وقد تم بيع 33 مليون نسخة منه في جميع انحاء العالم. وبذلك فقد اكتسبت مجموعة فليتوود ماك شهرة وسمعة فنية كبيرة في الولايات المتحدة الأمريكية.
وقد بدأت ستيفى نيكس أولها الألبوماتها المنفردة وذلك بألبوم بيلا دونا الذي أصدرته في عام 1981. وعلى الرغم من كون اسم نيكس اسم فنى ، الأ انها فضلت استخدام اسم مستعار ألا وهو ستيفى فقط.

## المعزوفات المنفردة
-بيلا دونا (1981)
-ستيفى نيكس : الحياة على الهواء (فيديو) (1982)
-القلب ويلد (1983)
-الصخرة قليلا ( 1985)
-الجانب الآخر من المراه (1989)
-فراغ الوقت-أفضل ما قدمت ستيفى نيكس (1991)
-الشارع الملاك (1994)
-المعيشة في الصخور الحمراء (فيديو) (1995)
-مسحور(مسجل ب 3 سي دي) (1998)
-مشكلة في شاتغريلا ( 2001)
-رؤية الكريستال-أفضل ما قدمت ستيفى نيكس(2007)
-فصول مراحل الصوت (2009)

## بيكنهغام ونيكس
-بيكنغهام نيكس (1974)

## عملها مع فليتوود ماك
-فليتوود ماك (1975)
-الشائعات (1977)
-الناب (1979)
-الحياة (1980)
-السراب(1982)
-التانجو في الليل (1987)
-أعظم الضربات (1988)
-خلف القناع (1990)
-25 عام ، القيود (سلسلة 2 دى ، 4 سي دي) (1992)
-الرقص (1997)
-أفضل ما قدم (فليتوود ماك) (2002)
-قول الحقيقة (2003)
-المعيشة في بوسطن ( 2004)

## روابط خارجية
- ستيفي نيكس على موقع IMDb (الإنجليزية)
- ستيفي نيكس على موقع الموسوعة البريطانية (الإنجليزية)
- ستيفي نيكس على موقع روتن توميتوز (الإنجليزية)
- ستيفي نيكس على موقع ميوزك برينز (الإنجليزية)
- ستيفي نيكس على موقع رولينغ ستون (الإنجليزية)
- ستيفي نيكس على موقع إن إن دي بي (الإنجليزية)
- ستيفي نيكس على موقع أول ميوزيك (الإنجليزية)
- ستيفي نيكس على موقع ديسكوغز (الإنجليزية)
- ستيفي نيكس على موقع قاعدة بيانات الفيلم (الإنجليزية)